# 三平果歩
三平 果歩（さんぺい かほ、1991年8月16日 - ）は日本のミュージカル女優。劇団四季所属。大阪府泉大津市出身。

## 人物・略歴
小学校から帝塚山学院高等学校卒業までバトントワリングを経験し舞台に立った事と、『マンマ・ミーア!』の観劇をきっかけに劇団四季を目指す。バトントワリングの国際大会への出場経験もある。
関西学院大学2年生の時にオーディションに合格。大学を中退し、2012年に劇団四季研究所に入所。翌2013年4月に『リトルマーメイド』日本初演にて、アンサンブル役、アラーナ役として初めての舞台出演を果たした。
翌2014年には、入団1年足らずでヒロインのアリエル役に抜擢された。
2015年9月には、『コーラスライン』のヴァル役として、入団後初となる全国公演への出演を果たした。
2017年4月には、『ブラックコメディ』のキャロル役として、初のストレートプレイに挑戦した他、10月に『ソング&ダンス65』に出演し、バトントワリングを披露した。
2022年3月29日にMAZDA Zoom-Zoom スタジアム広島で行われた広島東洋カープのホーム開幕戦でリトルマーメイドのアリエル役として国歌独唱を行った。なお三平自身は大阪出身の阪神タイガースの大ファンであるが当日はカープのホームユニフォームを着用していた。

## 出演

### 劇団四季公演
太字はヒロイン
- リトルマーメイド(2013年 - )アンサンブル、アリエル役[1]
- コーラスライン（2015年 - ）ヴァル役[2]
- キャッツ（2016年 - ）ランペルティーザ役
- ブラックコメディ (2017年 - )  キャロル・メルケット役
- アラジン (2017年 - ) ジャスミン役
- ソング&ダンス65 (2017年 - )
- マンマ・ミーア! (2020年 - ) ソフィ・シェリダン役
- アナと雪の女王  (2021年 - ) アナ役[4]

### CD
- ディズニーミュージカル リトルマーメイド劇団四季版(アンサンブル、アラーナ役)